# Rumold de Mechelen
Rumold de Mechelen o Rumbold (Irlanda, segle VIII - Mechelen, ca. 775) fou un eclesiàstic missioner irlandès, bisbe de Mechelen a la segona meitat del segle v. És venerat com a sant per l'Església catòlica i l'ortodoxa.

## Biografia
Era d'origen irlandès o escocès, i company de l'ermità Gummar, i potser germà de Sant Himelin. Com altres eclesiàstics del seu país, va marxar a evangelitzar el continent europeu. Fou consagrat bisbe a Roma i marxà amb Willibrord d'Utrecht a predicar a la zona de l'estuari del Mosa i de l'Escalda al territori que més tard va esdevenir el ducat de Brabant (actualment a Bèlgica i als Països Baixos). Va morir prop de Mechelen, assassinat per dos homes que havia denunciat pel seu comportament.

### Llegenda de la mort
Rumold havia fet edificar una ermita prop de Mechelen i havia pagat els treballadors més de l'habitual. Dos homes que van assabentar-se'n van pensar que era ric i decidiren de matar-lo; a més, els havia acusat d'adulteri i estaven enrabiats. El seguiren i mentre pregava el van colpejar fins a matar-lo i li robaren el que portava a sobre, llençant el cadàver a l'aigua.

## Veneració
Una llum misteriosa hauria il·luminat el cos mort al riu, però, i fou trobat i sebollit a l'església que havia construït. Aviat començaren a atribuir-se-li miracles i a venerar-lo.
La catedral de Mechelen té les seves relíquies en un altar daurat, davant del qual, en vint-i-cinc pintures al cor, es narra la seva vida.

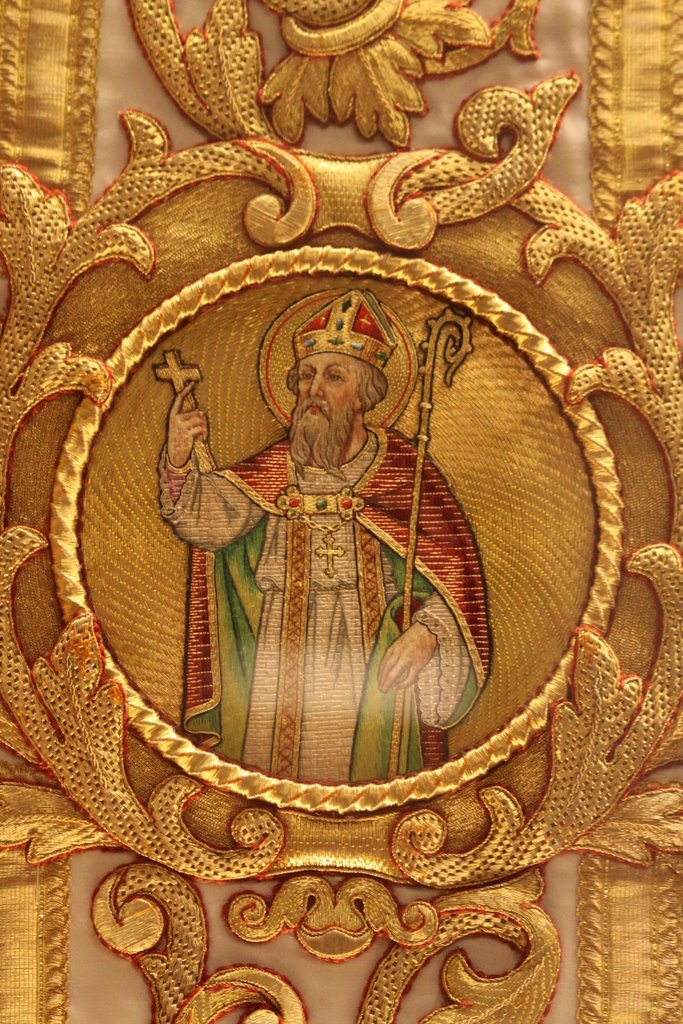
El sant a l'església d'Hanswijk
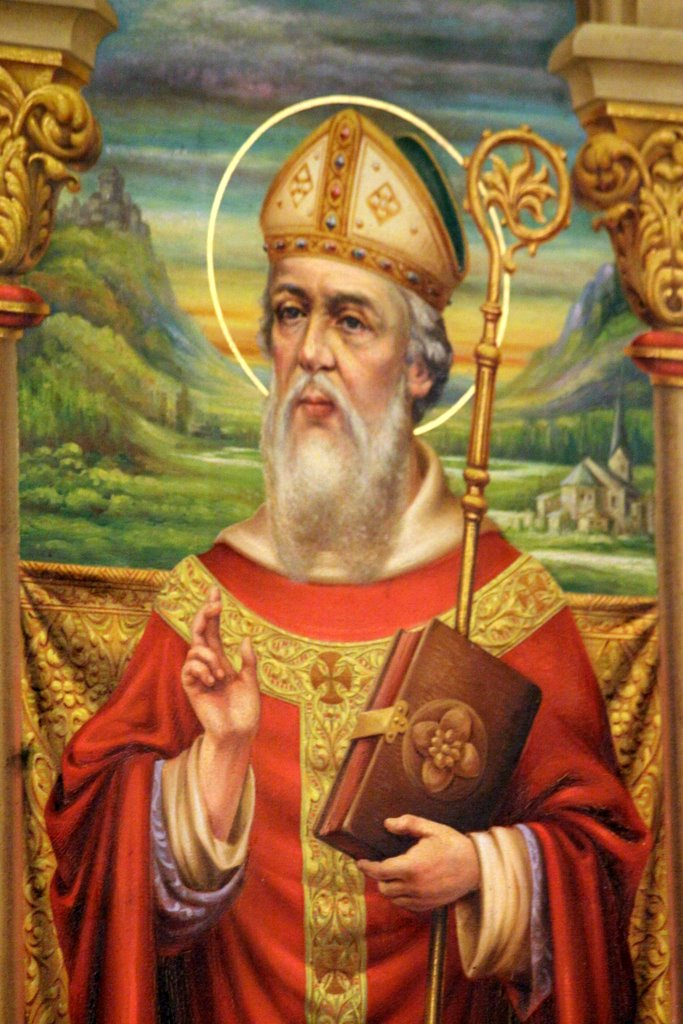
Pintura de la basílica d'Hanswijk
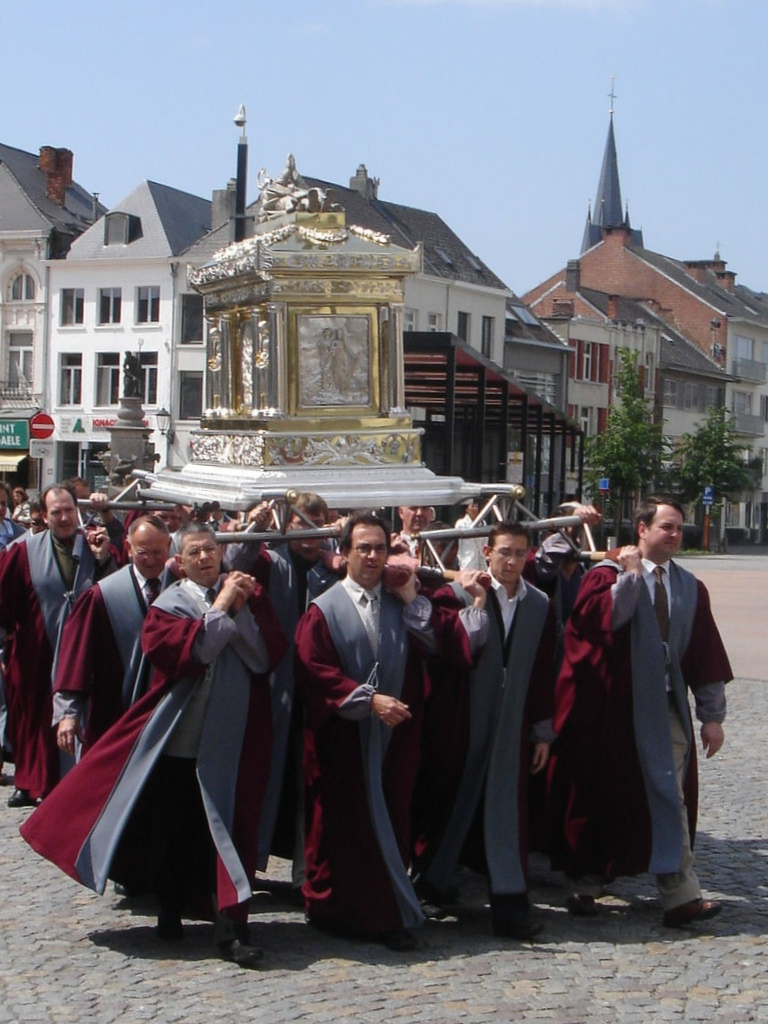
Processó del reliquiari de Rumbold a Mechelen
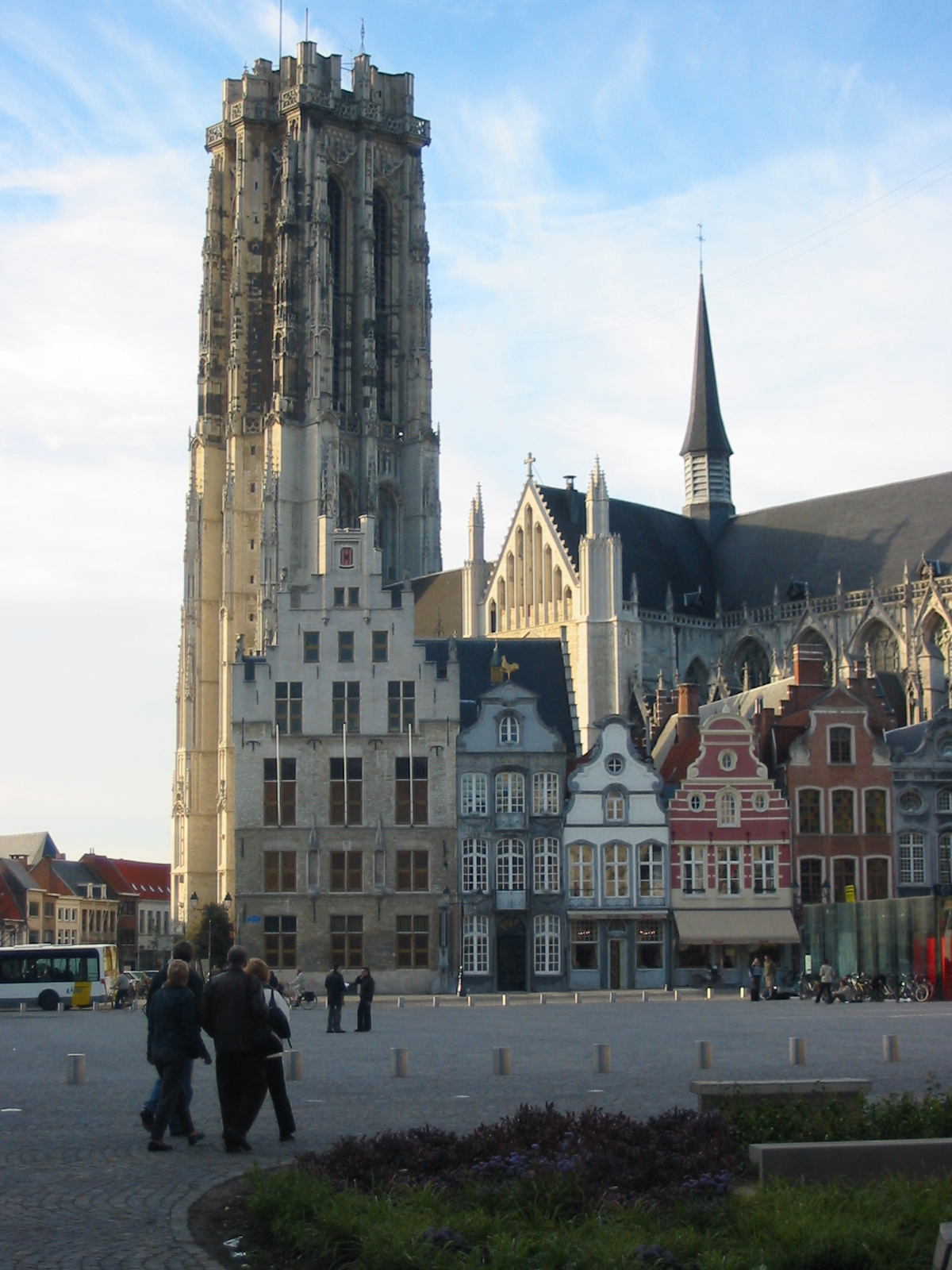
Catedral de Malines